# Elie and Earlsferry
Elie and Earlsferry ist eine Ortschaft in der schottischen Council Area Fife. Sie liegt etwa 16 Kilometer südlich von St Andrews und 20 Kilometer nordöstlich von Kirkcaldy am Nordufer des Firth of Forth in der Region East Neuk. Wenige Kilometer östlich öffnet sich der Firth of Forth zur Nordsee.

## Geschichte
Die ursprünglich unabhängigen Ortschaften Elie und Earlsferry sowie Williamsburgh und Liberty wurden im Jahre 1929 zu Elie and Earlsferry vereint und als Burgh installiert. Der Name Earlsferry leitet sich von dem ehemaligen Fährhafen sowie der überlieferten Flucht des Earls (damals Thane) MacDuff vor König Macbeth ab. MacDuff soll sich nahe der Ortschaft vorübergehend in einer Höhle versteckt haben und von örtlichen Fischern nach Dunbar übergesetzt worden sein. Elie leitet sich hingegen von der ehemaligen Insel Ailie ab, die einst die Hafeneinfahrt markierte. 1589 verlieh Jakob VI. Elie eine Royal Charter. Der lokalen Überlieferung zufolge, jedoch sehr umstritten, verlieh bereits Malcolm III. († 1093) Earlsferry eine Royal Charter, die jedoch einem Brand in Edinburgh zum Opfer fiel. Jakob VI. erneuerte die Charter 1589. Verbunden damit war das Recht zur Veranstaltung zweier Wochenmärkte, zweier Jahrmärkte sowie das Zollrecht.
Die im 16. Jahrhundert installierten Hafenanlagen waren für die Entwicklung der Ortschaften bedeutend. In Earlsferry betrieben Zisterzienser eine Wegestation für Pilger nach St Andrews. Auf dem Earlsferry Links wird seit dem 16. Jahrhundert dem Golfsport nachgegangen. Nahe der Ortschaft befinden sich die Ruinen von Ardross Castle und das Herrenhaus Elie House.

## Verkehr
Durch Elie and Earlsferry verläuft die A917, welche die Küstenorte zwischen St Andrews und Upper Largo an das Fernstraßennetz anbindet. Historisch war der Fährhafen, der Verbindungen über den Firth of Forth, unter anderem nach North Berwick, ermöglichte, von Bedeutung. Vorteilhaft bei der Anlage war der geschützte Naturhafen an der Firth-of-Forth-Küste. Im Jahre 1863 erhielt Elie einen eigenen Bahnhof entlang der Fife Coast Railway. Die Strecke wurde jedoch 1965 aufgelassen.